# Ghazi av Irak
Ghazi av Irak (arabiska: غازي), född 21 mars 1912 i Mekka, Saudiarabien, död 4 april 1939, var kung av Irak 1933-1939. Han var son till Iraks förste kung, Faisal I av Irak, och sonson till sharif Hussein ibn Ali. Han var gift med Aliya bint Ali, som var hans kusin på fädernet.
Ghazi var en panarabisk nationalist och motsatte sig brittiska intressen i landet. Han omkom under mystiska omständigheter i en olycka med sin sportbil och efterträddes av sonen Faisal II av Irak.